# Rue Antoine-Julien-Hénard
La rue Antoine-Julien-Hénard est une voie située dans le 12e arrondissement de Paris, en France.

## Origine du nom
Elle porte le nom de l'architecte français Antoine-Julien Hénard (1812-1887), qui a dessiné, entre autres, la mairie du 12e arrondissement.

## Historique
La voie est créée dans le cadre de l'aménagement de la ZAC Reuilly sous le nom provisoire de « voie BE/12 » avant de prendre, en 1996, le nom de « rue Hénard » puis sa dénomination actuelle par arrêté municipal du 5 novembre 2002.

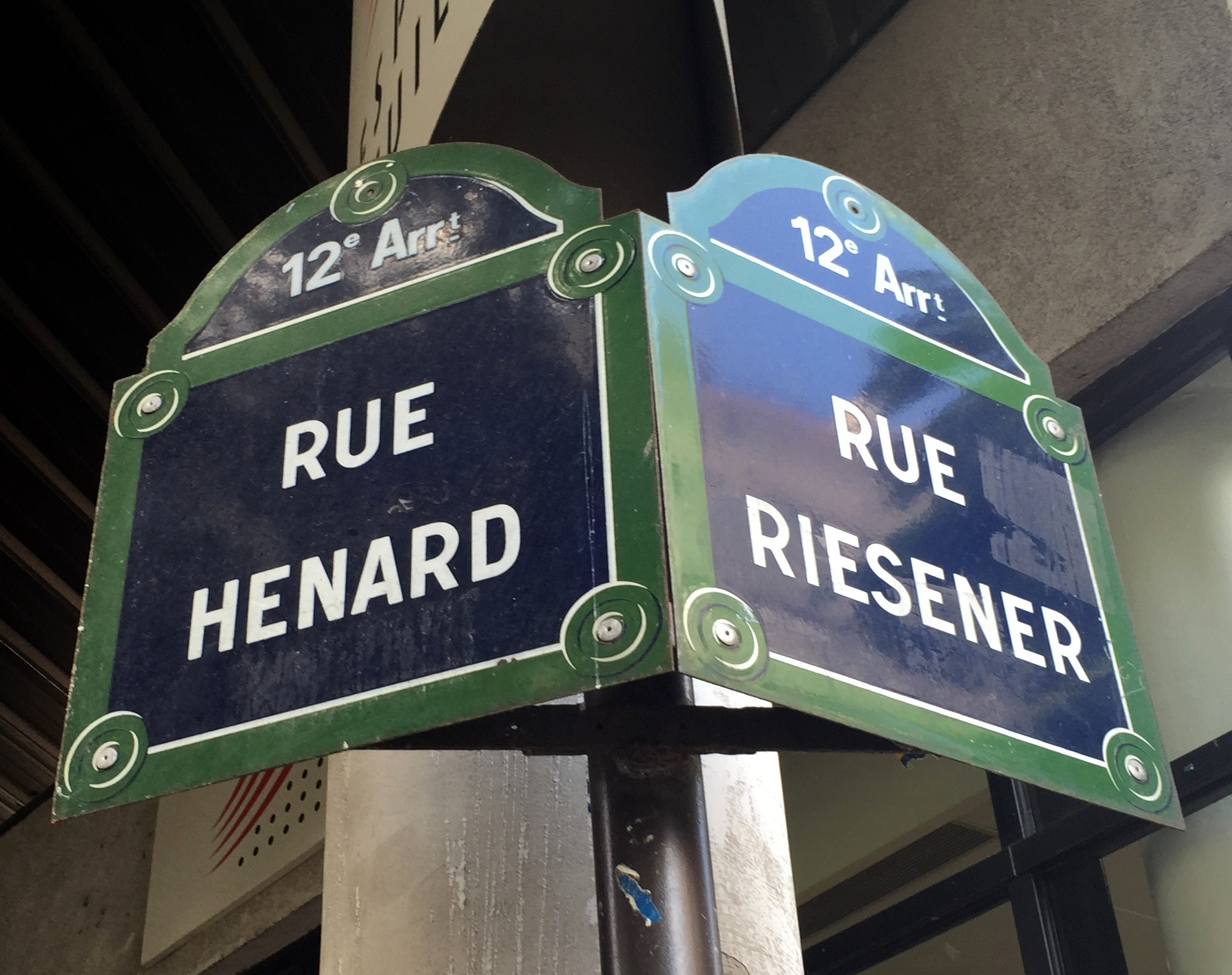
Plaque de rue de la rue Hénard, au coin de la rue Riesener.
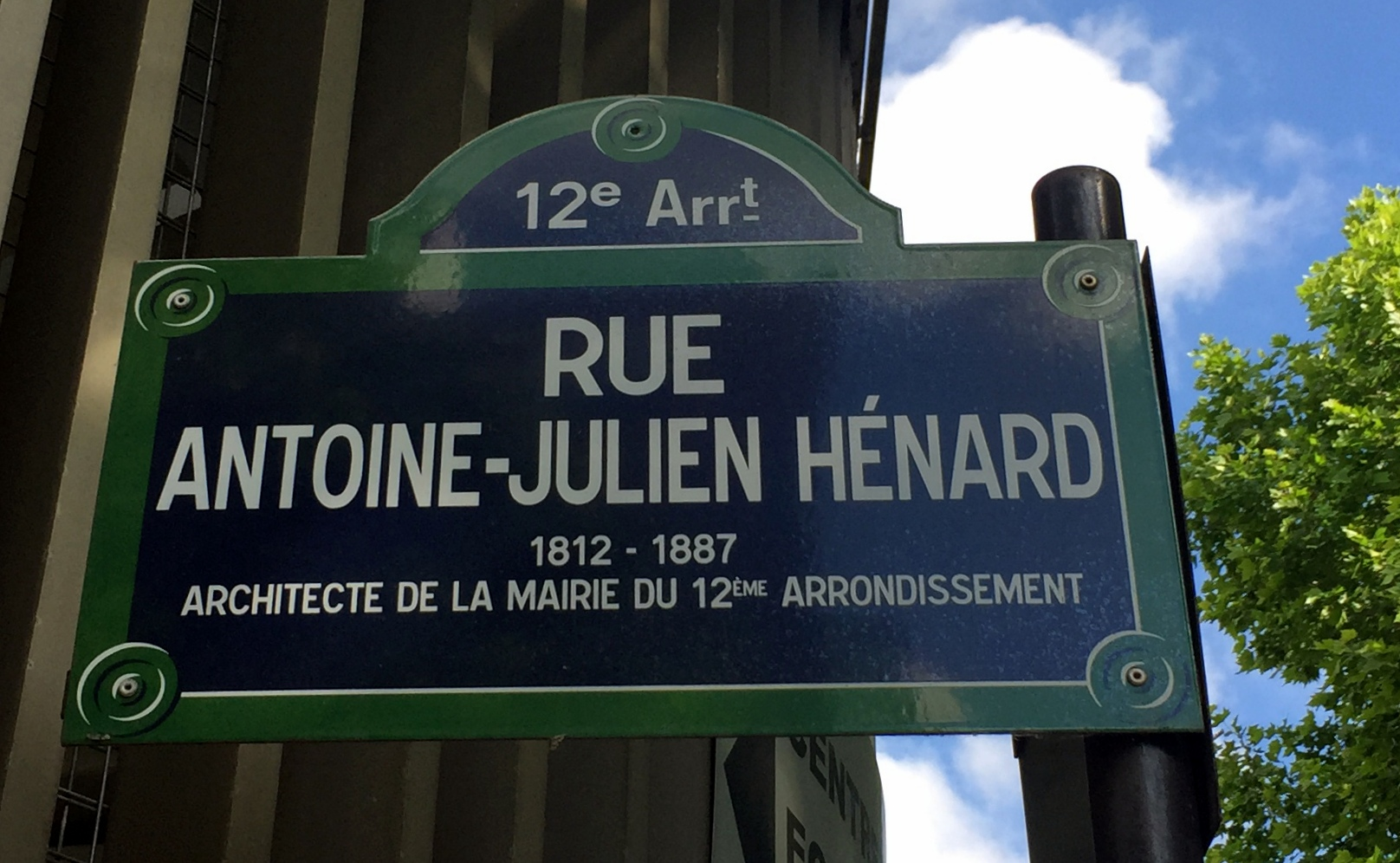
Plaque de rue de la rue Antoine-Julien-Hénard.